# Утяково (Гафурійський район)
Утя́ково (рос. Утяково, башк. Үтәк) — село у складі Гафурійського району Башкортостану, Росія. Адміністративний центр Утяковської сільської ради.
Населення — 567 осіб (2010; 660 в 2002).
Національний склад:
- башкири — 51%
- татари — 38%

## Видатні уродженці
- Асфандіяров Закір Лутфурахманович — Герой Радянського Союзу.
- Уразбаєв Насир Рафікович — радянський партійний діяч.